# 加藤ミリヤ
加藤 ミリヤ（かとう ミリヤ、1988年6月22日 - ）は、日本のシンガーソングライター、ファッションデザイナー、小説家、女優。愛知県豊田市出身。所属レーベルはMASTERSIX FOUNDATION、所属事務所はYARD。

## 来歴

### デビュー前
愛知県豊田市生まれ。家族構成は母、弟。亡くなった父親は生前、宝石店を経営していた。
小学生の頃に安室奈美恵、ローリン・ヒルなどに憧れてシンガーを目指すようになる。
1998年、この年に新しい感覚を携えて次々とデビューした女性シンガーソングライターたちに刺激を受ける。そして思春期のもやもやした気持ちを母親にも誰にも迷惑をかけずに発散するために、10歳の頃から作詞を始める。
2001年、中学生になると書き溜めた詞を携えて上京、ソニーミュージック・オーディションを受ける。宇多田ヒカルの「Automatic」を歌い、13歳で合格。14歳から曲作りを始め、ライバルたちより一歩先を行くために貪るように音楽を聞くようになる。中学時代の3年間、週末になると名古屋から上京して歌のレッスンを受ける日々を送る。
2003年、デビューの前にReggae Disco Rockersのアルバムの中の1曲にゲストボーカルとして参加、CMに出演した。翌年、童子-Tの『勝利の女神』にもフィーチャリングで参加する。

### メジャーデビュー
2004年
- 9月、高校一年生の時にシングル「Never let go／夜空」でメジャーデビュー。

2005年
- 4月、自身のコラムが原作の「ロンリーガール」のショートムービーを公開。
- 9月、UAのヒット曲「情熱」をサンプリングした4thシングル「ジョウネツ」をリリース。
- 10月、1stアルバム『Rose』をリリース。オリコン初登場2位を記録した。

2006年
- 自身でデザインする洋服のファッションブランド「Kawi Jamele」（カウイ・ジャミール）をスタートさせた。

2008年
- 11月、サンプリングベストアルバム『BEST DESTINY』をリリース。自身初のオリコン首位を獲得。

2009年
- 7月、4thアルバム『Ring』をリリース。オリコン週間ランキングでTOP3内4週連続ランクインした。
- 11月、初の日本武道館公演を果たした。

2010年
- 7月28日、5thアルバム『HEAVEN』を発売。オリコン週間ランキングで前作を上回る自己最高記録を獲得した。

2011年
- 8月3日、初のベストアルバム『M BEST』を発売。
- 8月8日、Billboard Live TOKYOにて「MTV Unplugged」に出演。
- 9月、小説『生まれたままの私を』（幻冬舎）で小説家デビュー。

2012年
- 4月、「2012年 ロンドンオリンピック」に関する様々な活動を展開するコカ・コーラに起用され、日本オリジナルのキャンペーンソング『HEART BEAT』を歌うことを発表。
- 7月、オリンピック開催中のロンドンで、25人編成のダンスチーム“MY BEATS”とともにパフォーマンスを披露した。
- 5月、Girls Award 2012 Spring/Summerにて新曲『AIAIAI』を披露。
- 11月9日、幻冬舎より2作目となる小説『UGLY（アグリー）』を発売。
- 11月21日、6thアルバム『TRUE LOVERS』を発売。

2013年
- 2月から4月まで全国ツアー「TRUE LOVERS TOUR 2013」を開催。

2014年
- 1月22日、生産限定盤両A面シングル「Love/Affection／神様」をリリース。CDには新作小説『神様』の一部が先行封入されている。その小説を基にした収録曲「神様」のミュージックビデオでは初めて監督に挑戦した。
- 1月29日、小説家としての第3弾作品となる恋愛短編集『神様』を発売。彼女にとって初めての短編集である。
- 7thアルバム『LOVELAND』を発売。
- 5月21日、中島美嘉とのコラボ曲「Fighter（Tachytelic World Cup Brazil 2014 Remix）」がアジア代表ソングとして収められた2014 FIFAワールドカップ公式コンピレーション・アルバム『ワン・ラヴ、ワン・リズム 2014 FIFAワールドカップ・ブラジル大会公式アルバム』の日本国内盤がリリースされる。
- 6月13日（現地時間）、ワールドカップ開催中のブラジル・リオデジャネイロのコパカバーナビーチ特設会場で行われた「FIFA Fan Fest」に中島美嘉とともにアジア代表として出演して約10万人のサッカーファンの前で公式代表ソング「Fighter（Tachytelic World Cup Brazil 2014 Remix）」を披露、曲の途中では現地のアーティストDream team do Passinhoも飛び入りした。
- 9月3日、HYの仲宗根泉とのコラボレーション・シングル「YOU…」をリリース。
- 10月2日、デビュー10周年を記念してアーティストブック『Cupido-クピド-』を発売。
- 10月15日、青山テルマとAIをフィーチャーした「I'll be there with you」を配信リリース。
- 10月29日、デビュー10周年記念アルバム『MUSE』をリリース。

2015年
- 1月14日、26枚目のシングル「少年少女」をリリース。また当日の夜、LINEアプリ上で発売記念番組『ミリヤの部屋〜少年少女編〜』が生配信された。
- 5月8日-10日　舞台『ASTERISK〜女神の光〜』のテーマソングに『女神の光』が決定。

2016年
- 1月14日、アンダーアーマーを日本で展開する株式会社ドームの、女性のスポーツやトレーニングについて啓蒙啓発していくサポートパートナーに就任。
- 3月2日、8thアルバム『LIBERTY』をリリース。

2019年
- 4月4日、一般男性と結婚し、妊娠中であることを報告。6月12日、第1子男児出産を報告した。

2020年
- 4月13日放送の織田裕二主演の月9ドラマ『SUITS / スーツ2』（フジテレビ）第1話にゲスト出演。加藤にとってこれが女優デビューとなった。
- 12月8日、第2子妊娠を報告

2021年
- 10月25日、長男、第2子との初めての親子3ショットを公開。

2025年
- 1月9日、第3子妊娠を報告。8月30日に予定していた20周年武道館公演の開催見送りを明らかにした。
- 7月24日、前年3月に子宮外妊娠を経験していたことを明らかにした。
- 8月21日、第3子出産を報告した。

## 人物
- 「ミリヤ」という名前は、自分の本名と母親、弟、3人のそれぞれの頭文字をつなげて命名した[3]。作詞・作曲のクレジットは「Miliyah」と表記される。
- デザイナーとして、オリジナルファッションブランドのKAWI JAMELEおよびジュエリーブランドのMirror by Kawi Jameleを手掛ける。
- 2004年のデビュー当時、オリコンのウイークリー・アルバムランキングで1位を獲得して宇多田ヒカルの最年少記録を破り、“ポスト宇多田”として注目を集めた[31]。
- 当初は「現役高校生」であることを強調されることが多く[32]、その共感を呼ぶ歌詞から「女子高生のカリスマ」と呼ばれた[31]。CDジャケットのビジュアルイメージのコンセプト作りに参加したり、ファッションブランドをプロデュースしているため、ビジュアルやファッション面でも影響を与えている[33]。加藤の音楽、ファッション、言動に影響される人を「ミリヤー」と呼ぶ[34][35]。
- 将来的な目標は、安室奈美恵、浜崎あゆみのような女性アーティストとして時代を象徴するアイコンになること[36]。
- 1996年、小学二年生の時に起きた“アムラー現象”で安室奈美恵に憧れ、ファッションやメイクを真似していた。そして彼女のようになりたいと思い、歌手になることを意識した[3][4][37]。
- これまでで一番泣いた曲は、小学校六年生の詞を書き始めていた時期に聴いた椎名林檎の『依存症』[4][38]。孤独感を紛らわせてくれ、「女性が自分の言葉で歌ってもいいんだ」と気づかせてくれた[4]。
- 愛読書は太宰治『人間失格』、矢沢あい『Paradise Kiss』[38]。

## 音楽性
R&Bやヒップホップなどを融合したスタイルを好み、本人はR&B、ヒップホップをベースに「コア過ぎずポップ過ぎず、その中間地点」にうまく着地点を見つけたと述べている。
楽曲の特徴としては、しばしば「サンプリング」という手法を使うことが挙げられる。しかし、サンプリング楽曲のみで構成された2008年発売のベスト・アルバム『BEST DESTINY』で、そのスタイルをいったん封印した。また、海外のヒット・チャートを「4つ打ち」の楽曲が席巻し始めた2007年には、13thシングル「SAYONARAベイベー」で、国内でも4つ打ちでのヒット・フォーマットを作り出すことに成功した。すると今度は4つ打ちのイメージが強くなり、それを払拭しようとして18thシングル「勇者たち」を作った。
以上のように、同じイメージが継続することを嫌う。そして良いメロディと歌詞さえ書けたら、それはどんなトラックにのせて歌っても構わないし制約は設けたくないと考えているので、その時々で「ハウスをやりたい」、「ヒップホップをやりたい」、「ロックをやりたい」という直感にただ従っている。
ダンスは「感情表現の一つ」だと思っている。
影響を受けたアーティストは安室奈美恵、ローリン・ヒル、メアリー・J・ブライジ。中学一年のときに試聴機で聴いたメアリー・J･ブライジに衝撃を受け、R&Bやヒップホップの面白さに気付いた。そしてブラック・ミュージックを掘り下げて聴くようになり、母に買ってもらったターンテーブルにも触るようになった。そして自分の目指すべきサウンドを知った。
歌詞の面で影響を受けたのはCocco、宇多田ヒカル、aiko、椎名林檎、浜崎あゆみなどの1998年前後にデビューした女性歌手たちである。特に浜崎あゆみについては、時代のアイコンとして、皆が抱えている孤独を初めて代弁してくれた感覚があったという。
関西学院大学の鈴木謙介准教授は、ケータイ文化と密接な関係を持ち、ギャルと呼ばれる若い女性たちに支持されるような「男性に対して『嫌われたくない』『こんな自分が嫌い』と言いながら『いつまでも思って待っています』」というパターンの歌詞を演歌と共通するフォーマットを持つとして「ギャル演歌」と命名し、西野カナらとともに加藤をその代表的存在として挙げた。加藤自身は、それはそういった曲を立て続けに出してきたことの代償であると考え、そのイメージはどこかで打破しないといけないと語っている。

## ディスコグラフィ
| シングル 1. Never let go/夜空（2004年） 2. Beautiful（2004年） 3. ディア・ロンリーガール（2005年） 4. ジョウネツ（2005年） 5. ソツギョウ（2006年） 6. Last Summer（2006年） 7. I WILL（2006年） 8. Eyes on you（2007年） 9. My Girl feat.COLOR（2007年） 10. Love is...（2007年） 11. LALALA feat. 若旦那（湘南乃風）/ FUTURECHECKA feat. SIMON, COMA-CHI & TARO SOUL（2007年） 12. 19 Memories（2008年） 13. SAYONARAベイベー/恋シテル（2008年） 14. 20 -CRY-（2009年） 15. Love Forever（2009年） 16. WHY（2009年） 17. BYE BYE（2010年） 18. Last Love（2010年） 19. 勇者たち（2011年） 20. DESIRE/BABY!BABY!BABY!（2011年） 21. BELIEVE（2011年） 22. ROMAN（2011年） 23. AIAIAI（2012年） 24. HEART BEAT（2012年） 25. LOVERS partII feat.若旦那（2012年） 26. LOVE STORY（2013年） 27. EMOTION（2013年） 28. Lonely Hearts（2013年） 29. Love/Affection/神様（2014年） 30. YOU… feat.仲宗根泉 (HY)（2014年） 31. 少年少女（2015年） 32. ピース オブ ケイク -愛を叫ぼう- feat.峯田和伸（2015年） 33. リップスティック（2015年） 34. FUTURE LOVER -未来恋人-（2016年） 35. 最高なしあわせ（2016年） 36. どこまでも 〜How Far I'll Go〜（2017年） 37. 新約ディアロンリーガール feat.ECD（2017年） 38. ROMANCE（2018年） 39. 愛が降る（2019年） 40. ほんとの僕を知って（2019年） 41. この夢が醒めるまで feat.吉田兄弟（2021年） 42. KILL MY LOVE（2022年） | オリジナル・アルバム 1. Rose（2005年） 2. Diamond Princess（2007年） 3. TOKYO STAR（2008年） 4. Ring（2009年） 5. HEAVEN（2010年） 6. TRUE LOVERS（2012年） 7. LOVELAND（2014年） 8. LIBERTY（2016年） 9. Utopia（2017年） 10. Femme Fatale（2018年） 11. WHO LOVES ME（2021年） 12. BLONDE 16（2023年） |

## 出版物

### 小説
| 発売日         | 題名                     | 出版社         |
| -------------- | ------------------------ | -------------- |
| 2011年9月22日  | 生まれたままの私を       | 幻冬舎         |
| 2012年11月9日  | UGLY（アグリー）         | 幻冬舎         |
| 2014年1月29日  | 神様                     | 幻冬舎         |
| 2016年5月26日  | 幸福の女神               | 幻冬舎         |
| 2017年11月23日 | 28                       | 幻冬舎         |
| 2019年9月4日   | あらゆる小さな運命のこと | 河出書房新社刊 |

### アーティストブック
| 発売日        | 題名           | 出版社                    |
| ------------- | -------------- | ------------------------- |
| 2014年10月2日 | Cupido-クピド- | KADOKAWA/エンターブレイン |

## タイアップ
| 曲名                                           | タイアップ                                                                         |
| ---------------------------------------------- | ---------------------------------------------------------------------------------- |
| 夜空                                           | テレビ東京系「流派-R」オープニングテーマ                                           |
| Never let go                                   | テレビ東京系「流派-R」オープニングテーマ                                           |
| Beautiful                                      | ロッテ「ピュアホワイトガム」CMソング                                               |
| Beautiful                                      | テレビ東京系「流派-R」オープニングテーマ                                           |
| ディア ロンリーガール                          | ネット配信映画「ロンリーガール」主題歌                                             |
| ディア ロンリーガール                          | フジテレビ系「HEY!HEY!HEY! MUSIC CHAMP」エンディングテーマ                         |
| Dreaming under the moon                        | テレビ東京系アニメ「冒険王ビィト」エンディングテーマ                               |
| Don't stop!                                    | テレビ東京系「流派-R」オープニングテーマ                                           |
| ソツギョウ                                     | テレビ東京系「流派-R」オープニングテーマ                                           |
| Caught up                                      | カメリアダイヤモンドCMソング                                                       |
| Last Summer                                    | テレビ東京系「流派-R」オープニングテーマ                                           |
| Last Summer                                    | dwango「いろメロミックスDX」CMソング                                               |
| ミシェル                                       | 日本テレビ系アニメ「ルパン三世 セブンデイズ・ラプソディ」主題歌                    |
| I WILL                                         | 松竹配給映画「オトシモノ」主題歌                                                   |
| I WILL                                         | テレビ東京系「流派-R」オープニングテーマ                                           |
| Eyes on you                                    | 東宝配給映画「バブルへGO!! タイムマシンはドラム式」主題歌                          |
| Eyes on you                                    | dwango「いろメロミックスDX」CMソング                                               |
| このままずっと朝まで                           | テレビ東京系「流派-R」オープニングテーマ                                           |
| このままずっと朝まで                           | テレビ東京系「流派-R」エンディングテーマ                                           |
| このままずっと朝まで                           | dwango「いろメロミックスDX」CMソング                                               |
| 忘れないから                                   | dwango「いろメロミックスDX」CMソング                                               |
| My Girl feat. COLOR                            | フジテレビ系ドラマ「花嫁とパパ」エンディングテーマ                                 |
| Love is...                                     | 毎日放送・TBS系アニメ「地球へ…」エンディングテーマ                                 |
| Love is...                                     | テレビ東京系「流派-R」エンディングテーマ                                           |
| FUTURECHECKA feat. SIMON, COMA-CHI & TARO SOUL | テレビ東京系「流派-R」オープニングテーマ                                           |
| 19 Memories                                    | テレビ東京系「流派-R」オープニングテーマ                                           |
| 19 Memories                                    | dwango「いろメロミックスDX」CMソング                                               |
| 20 -CRY-                                       | ケータイ音楽ドラマ「20 -CRY-」主題歌                                               |
| People                                         | au LISMOドラマ「婚前特急 -ジンセイは17から-」主題歌                                |
| Destiny                                        | アスミック・エース=角川配給映画「ニュームーン/トワイライト・サーガ」イメージソング |
| BYE BYE                                        | TBS系「COUNT DOWN TV」オープニングテーマ                                           |
| X.O.X.O.                                       | テレビ東京系「DANCE@TV」エンディングテーマ                                         |
| WHY                                            | au LISMOドラマ「婚前特急 -ジンセイやっぱ21から-」主題歌                            |
| 勇者たち                                       | 日本テレビ系「ハッピーMusic」オープニングテーマ                                    |
| 勇者たち                                       | テレビ東京系「DANCE@TV」オープニングテーマ                                         |
| DESIRE                                         | テレビ東京系「DANCE@TV」オープニングテーマ                                         |
| RAINBOW                                        | テレビ朝日系ドラマ「バラ色の聖戦 30歳2児の母、モデルになる。」主題歌               |
| ROMAN                                          | テレビ東京系「DANCE@TV」オープニングテーマ                                         |
| Baby tell me                                   | 関西テレビ・フジテレビ系「グータンヌーボ」エンディングテーマ                       |
| AIAIAI                                         | 海外ドラマ「THE FIRM ザ・ファーム 法律事務所」エンディングテーマ                   |
| HEART BEAT                                     | コカ・コーラの2012年ロンドンオリンピック・キャンペーンソング                       |
| 楽園                                           | 東宝配給映画『Another』主題歌                                                      |
| EMOTION                                        | TBS系ドラマ『放課後グルーヴ』主題歌                                                |
| Higher                                         | セイコー「ルキア LUCKY PASSPORT」CMソング                                          |
| YOU... feat. 仲宗根泉 (HY)                     | TOKYO FMラジオドラマ「君恋物語～キミコイものがたり～」主題歌                       |
| 最高なしあわせ                                 | NHK総合ドラマ『コピーフェイス〜消された私〜』主題歌                                |
| ROMANCE                                        | アスミック・エース配給映画『ラブ×ドック』主題歌                                    |
| WALK TO THE DREAM                              | サッカーチーム“いわきFC”公式応援ソング                                             |
| Through your eyes                              | あかのれん CMソング                                                                |
| Holy Happy Family                              | あかのれん 2018 冬 セールTVCMソング                                                |

## サンプリング楽曲一覧
| 楽曲                                           | サンプリング楽曲                                                  |
| ---------------------------------------------- | ----------------------------------------------------------------- |
| 夜空                                           | BUDDHA BRAND「人間発電所」（1995年）                              |
| ディア ロンリーガール                          | マーヴィン・ゲイ「Sexual Healing」（1982年）                      |
| ディア ロンリーガール                          | 佐東由梨「ロンリー・ガール」（1983年）                            |
| ディア ロンリーガール                          | ECD「ECDのロンリーガール feat. K DUB SHINE」（1997年）            |
| ジョウネツ                                     | UA「情熱」（1995年）                                              |
| for so long                                    | m-flo「been so long」（1999年）                                   |
| for so long PART II                            | m-flo「been so long」（1999年）                                   |
| So gooood                                      | RIP SLYME「One」（2001年）                                        |
| ミシェル 〜愛のテーマRemix〜                   | 「ルパン三世 愛のテーマ」（1997年）                               |
| このままずっと朝まで                           | Tanto Metro & Devonte「Everyone Falls In Love」（1998年）         |
| FUTURECHECKA feat. SIMON, COMA-CHI & TARO SOUL | アース・ウィンド・アンド・ファイアー「Brazilian Rhyme」（1977年） |
| FUTURECHECKA feat. SIMON, COMA-CHI & TARO SOUL | ZEEBRA & KEN-BO「PARTEECHECKA」（1998年）                         |
| 19 Memories                                    | 安室奈美恵「SWEET 19 BLUES」（1996年）                            |
| 恋シテル                                       | Shanice「I Love Your Smile」（1991年）                            |
| 愛が消えた日                                   | T.O.K.「I Believe」（2001年）                                     |
| 愛が消えた日                                   | Blessid Union of Souls「I Believe」（1995年）                     |
| X.O.X.O.                                       | スピッツ「ロビンソン」（1995年）                                  |
| BABY! BABY! BABY!                              | THE BLUE HEARTS「リンダリンダ」（1987年）                         |
| STYLE                                          | TLC「クリープ」（1994年）                                         |
| FUTURE LOVER -未来恋人-                        | ダフト・パンク「ワン・モア・タイム」（2000年）                    |
| BABYLON                                        | 坂本龍一「energy flow」（1999年）                                 |

## 出演

### テレビドラマ
- SUITS / スーツ2 第1話（2020年4月13日、フジテレビ）- ミズナ 役

### ラジオ
- MIRAI Tokyo（InterFM、2004年）
- KUNOICHI STYLE（NORTH WAVE、2004年10月4日 - 2006年10月30日）
- 『SCHOOL OF LOCK!』内「ミリヤLOCKS!」（JFN・TOKYO FM、2009年6月15日 - 2010年3月22日）
- ミューズノート（NHK-FM、2014年4月6日 - ）

### CM
- dwango「レペゼン着ラップ」（2004年）
- 日本コカ・コーラ「オリンピック2012」（2012年）
- CARTA HOLDINGS 加藤ミリヤプロデュース オールインワン美容液「a.geniq」「メイクのり篇」と「時短篇」（2020年9月25日 - 2020年10月4日） - 新潟県エリア、静岡県エリア[48]

### WEB
Girls Award 2012 Spring/Summer（WWSチャンネル／2012年）
- 加藤ミリヤ ライブ Girls Award 2012 Spring/Summer

### ゲーム
- サンシャイン牧場（mixiアプリ版、2011年7月28日 - 8月10日）